# Instituto del Hemisferio Occidental para la Cooperación en Seguridad

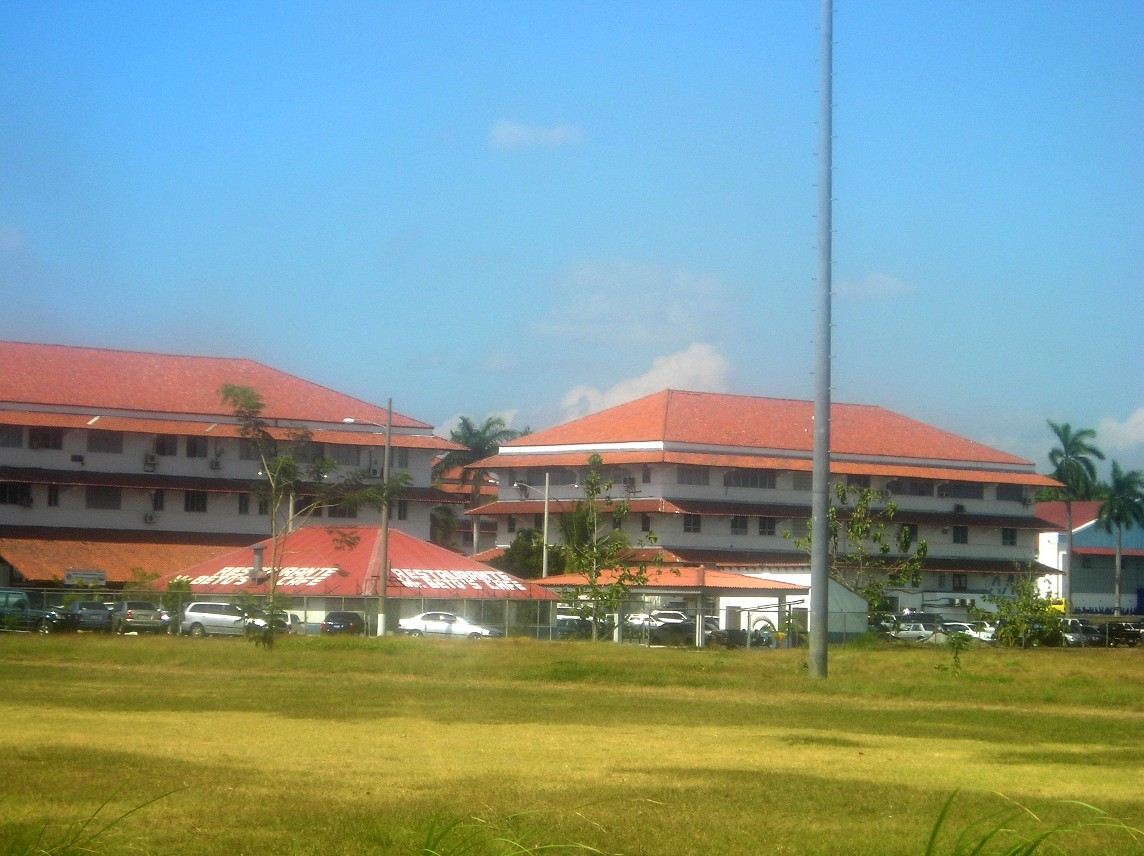
Instalaciones en las que funcionó la Escuela de las Américas en Panamá.

El Instituto del Hemisferio Occidental para la Cooperación en Seguridad (en inglés, Western Hemisphere Institute for Security Cooperation, WHINSEC), antiguamente conocido como Escuela de las Américas, es una escuela para instrucción militar del Ejército de los Estados Unidos situada en Fort Benning, en la localidad de Columbus (Georgia). La escuela estuvo situada desde 1946 hasta 1984 en la Zona del Canal de Panamá, donde desde el año 2000 funciona el hotel Meliá Panamá Canal: era famosa por enseñar doctrinas de contrainsurgencia militar latinoamericana e inculcar una ideología anticomunista. Varios de sus antiguos alumnos participaron en organizar escuadrones de la muerte, organizar golpes de Estado o estuvieron implicados en diversas violaciones de derechos humanos.
Activa, de manera informal, desde 1944, tuvo por nombre Centro de Entrenamiento para Latinoamérica. División de Tierra desde 1946 hasta 1948, año que fue rebautizada con el nombre de Escuela de Fuerzas de Tierra de América Latina. Al año siguiente adquirió el nombre de Escuela del Caribe. En 1963, la Escuela del Caribe es renombrada como Escuela de las Américas hasta septiembre de 1984, cuando la escuela es expulsada de la zona del Canal de Panamá bajo los términos del Tratados Torrijos-Carter. La escuela es reabierta en diciembre de 1984 como Escuela de Entrenamiento y Doctrina del Ejército de los Estados Unidos. La escuela es cerrada en el año 2000 y al año siguiente es fundada en su lugar el WHINSEC.
Durante toda su historia se graduaron más de sesenta mil militares y policías de hasta veintitrés países de América Latina, algunos de ellos de especial relevancia futura por crímenes de lesa humanidad, como Leopoldo Fortunato Galtieri, Manuel Antonio Noriega, Manuel Contreras y Vladimiro Montesinos.[cita requerida] En el transcurso de la Guerra Fría, la escuela sirvió como instrumento para preparar a las naciones latinoamericanas a cooperar con los Estados Unidos y mantener así un equilibrio político contrarrestando la influencia creciente de organizaciones políticas de ideología marxista o movimientos guerrilleros de corte izquierdista, todo en el marco de la doctrina de seguridad nacional, un concepto utilizado para definir ciertas acciones de política exterior de EE. UU. tendientes a que las fuerzas armadas de los países latinoamericanos asumieran la labor de frenar las acciones terroristas de grupos extremistas de izquierda en sus respectivos países utilizando, para ello, métodos sistemáticos de violencia.
Determinadas fuentes han denunciado que en este lugar se ha «adiestrado y entrenado en métodos de tortura, asesinato y represión a miles de represores de toda Latinoamérica». Esto le valió a Fort Gulick el apodo de «Escuela de Asesinos». Durante la Guerra Fría, su equivalente  en Cuba eran los Puntos de Entrenamiento de Tropas Irregulares (PETI), centros de entrenamiento de grupos guerrilleros de izquierda.

## Historia

### Antecedentes
En 1936, durante la Conferencia Interamericana de Consolidación de la Paz realizada en Buenos Aires fue adoptada la Declaración de principios sobre solidaridad y cooperación interamericanas. Con el inicio de la Segunda Guerra Mundial y la introducción de la Ley de Préstamo y Arriendo (Lend-Lease act) por parte del gobierno estadounidense, en virtud de la declaración, las naciones latinoamericanas cancelaron sus contratos con los gobiernos europeos. En 1941, debido a la actividad nazi-fascista en el continente, misiones del ejército estadounidense fueron establecidas en todas las capitales latinoamericanas. De la interacción de las misiones del ejército estadounidense con los ejércitos de los países latinoamericanos nació la iniciativa de entrenar al personal latinoamericano en manejo de armas y equipos, esto debido a la falta de capacitación detectada en los ejércitos latinoamericanos. En 1944, inició de manera informal las actividades de la escuela.

### Centro de Entrenamiento para Latinoamérica. División de Tierra
En 1946, el Ejército de los Estados Unidos fundó el Centro de Entrenamiento para Latinoamérica-División de Tierra en el Fuerte Amador en la Zona del Canal de Panamá para centralizar las "tareas administrativas involucradas en el entrenamiento del creciente número de latinoamericanos que asisten a escuelas de servicio estadounidenses en la zona del canal".  La escuela entrenó al personal militar latinoamericano en el uso de artillería y armas avanzadas compradas en los Estados Unidos y proporcionó instrucción en la construcción de naciones. El ejército pronto cambió el nombre de la división a la Escuela de Tierra de América Latina y lo dividió en tres departamentos: ingeniería, comunicaciones y armas y tácticas. La escuela estaba afiliada a escuelas de entrenamiento del ejército en Panamá que incluían la Escuela de Servicio de Alimentos (Fort Clayton), la Escuela de Mecánica de Motores ( Fort Randolp) y la Escuela de Medicina (Fort Clayton).

### Escuela del Caribe del Ejército de los Estados Unidos
En 1948 fue renombrada a Escuela de Fuerzas de Tierra de América Latina. En 1949 la escuela fue rebautizada United States Army Caribbean School (Escuela del Caribe del Ejército de los Estados Unidos) y trasladada a Fort Gulick, lado Atlántico de la Zona del Canal de Panamá; ese mismo año se adoptó el idioma español como idioma oficial de la academia.
Tras el triunfo de la revolución cubana en 1959, las Fuerzas Armadas estadounidenses adoptaron una doctrina de seguridad nacional debido a la actividad de infiltración realizada por los comunistas del Partido Socialista Popular en el joven régimen revolucionario. En 1961, el presidente John F. Kennedy ordenó que la Escuela del Caribe se enfocara en capacitar y dar entrenamiento al personal militar de América Latina contra las intervenciones militares cubanas y las guerrillas comunistas entrenadas o financiadas por el régimen cubano.

### Escuela de las Américas
En julio de 1963 el centro se reorganizó bajo el nombre oficial United States Army School of the Americas (USARSA), o más popularmente como Escuela de las Américas. En 1964, una nota del periodista Jules Dubois refiere que: 
Más que la Alianza para el Progreso, el impacto de la USSOUTHCOM (Comando sur de los Estados Unidos en Panamá) en América Latina fue amenazar y asustar a los comunistas y sus seguidores y chovinistas útiles. El éxito del entrenamiento que los (militares) latinoamericanos recibieron de la escuela de contrainsurgencia en la zona del canal (USARSA)… erigió una barricada impenetrable contra el avance de los planes comunistas de apoderarse rápidamente de América Latina. Temían más que cualquier cosa, un ejército solidificado y unificado que confiaba en sus propias capacidades para combatirlos (a los comunistas) y que no podía dejarse intimidar por el desprestigio y la invectiva, y mucho menos por las tácticas subversiva, terroristas y de guerrillas que les enseñaron en la Cuba comunista.
Durante las siguientes décadas cooperó con multitud de gobiernos americanos en su tarea de adiestramiento militar e intervención política, algunos de ellos violentos regímenes autoritarios y totalitarios. Varios de sus cursos o entrenamientos incluían técnicas de contrainsurgencia, operaciones de comando, tiro franco, guerra psicológica, inteligencia militar y tácticas de interrogatorio. Manuales militares de instrucción de esta iniciativa, entonces confidenciales, se desclasificaron o publicaron en 1996 por el Pentágono. Entre otras consideraciones, se detallan explícitamente la vulneración permitida de derechos humanos, como el uso de la tortura, la extorsión o la ejecución sumaria, definiendo como objetivos de control o seguimiento a aquellos pertenecientes a organizaciones sindicales, literalmente: «distribuyesen propaganda en favor de los grupos extremistas de izquierda o de sus intereses», «simpatizasen con manifestaciones o huelgas», «acusaciones sobre el fracaso del gobierno en solucionar las necesidades básicas del pueblo».

### Reestructuración
En 1976, una comisión parlamentaria del Partido Demócrata, durante el gobierno de Jimmy Carter, reconoció dichas prácticas y obligó a suspender sus actividades. En 1977, bajo las previsiones de los Tratados Torrijos-Carter relativos al Canal de Panamá, los Estados Unidos aceptaron la demanda panameña de retirar del país la escuela para reubicarla en territorio estadounidense, Fort Benning, Georgia.
En 1984, el nuevo gobierno del Partido Republicano de Reagan dio el visto bueno para reiniciar los entrenamientos de lucha contra las guerrillas en la escuela. Se renombra oficialmente como United States Army Training and Doctrine Command school ("Escuela de Entrenamiento y Doctrina del Ejército de los Estados Unidos"). Aunque con algunas diferencias, es una organización heredera en mayor o menor parte de la misión inicial de la Escuela de las Américas. Anteriormente, en 1983 se había revisado el manual más polémico que instruía en torturas y que fue utilizado durante dos décadas, pasándose a llamar Human Resource Exploitation Training Manual ('Manual de entrenamiento para la explotación de recursos humanos).
Tras el asesinato en 1989 de cuatro miembros de la Iglesia católica de El Salvador por graduados de la escuela comandados por D'Aubuisson y la constitución de una ONG dedicada a la denuncia de las actividades de la Escuela SOA Watch, la atención pública sobre el asunto fue cada vez mayor. En 1996, bajo la presión de numerosos periódicos y organizaciones de derechos humanos estadounidenses, el Ejército de los Estados Unidos hizo pública parte de la documentación sobre la Escuela, incluyendo algunos de los manuales. Estos fueron publicados por el National Security Archive.
La crítica se hizo sentir, y en octubre de 2000, durante la presidencia de Bill Clinton, el Congreso estadounidense analizó la situación y finalmente decidió cerrarlo para crear uno nuevo. El 15 de diciembre de 2000, la escuela fue cerrada oficialmente. Hasta el 1 de julio de 1999 había graduado a 61 034 alumnos.
El 17 de enero de 2001 se inaugura el Instituto de Defensa para la Cooperación de Seguridad Hemisférica. Las organizaciones críticas, como SOAW y Amnistía Internacional, y organizaciones sociales o políticas estadounidenses han criticado reiteradamente el cambio, afirmando que se trata de «pura cosmética», mientras que el gobierno, a la vez que reconoce la nueva institución como heredera de la Escuela de las Américas, considera que en esta ha mejorado sustancialmente la importancia del respeto a la democracia y a los derechos humanos. Con la excepción de la Cruz Roja, que de acuerdo con su política de neutralidad se ha abstenido de realizar declaraciones, hoy en día continúa recibiendo críticas de organizaciones de derechos humanos por el entrenamiento que ofrece a un millar de militares latinoamericanos cada año.
Argentina y Uruguay cesaron de enviar en 2004 nuevos cadetes a la organización estadounidense, decisión que compartieron de manera pública, abandonando su pertenencia y envío de soldados a la organización. En mayo de 2007, Costa Rica dejó de enviar miembros de la Fuerza Policial.

## Polémicas
El periódico panameño La Prensa la apodó «Escuela para asesinos». Jorge Illueca, presidente de Panamá, la llamó «la base gringa para la desestabilización de América Latina».
En una carta abierta enviada el 20 de julio de 1993 al Columbus Ledger Enquirer, el comandante Joseph Blair, antiguo instructor de la Escuela de las Américas, declaró: «En mis tres años de servicio en la Escuela nunca escuché nada acerca de objetivos tan excelsos como los de promover la libertad, la democracia y los derechos humanos. El personal militar de América Latina venía a Columbus únicamente en busca de beneficios económicos, oportunidades para comprar bienes de calidad exentos de los aranceles de importación de sus respectivos países, y con transporte gratuito, pagado con los impuestos de los contribuyentes estadounidenses».
De acuerdo con el senador demócrata Martin Meehan (Massachusetts): «Si la Escuela de las Américas decidiera celebrar una reunión de exalumnos, reuniría a algunos de los más infames e indeseables matones y malhechores del hemisferio».

### Manuales de tortura
Uno de los más célebres manuales de tortura es el KUBARK. En él se describe el proceso de tortura mediante descarga eléctrica. Los manuales fueron desclasificados por la CIA en 1994.

### Relación con nazis
Algunos han citado a Klaus Barbie, nazi y criminal de guerra, como uno de los posibles colaboradores directa o indirectamente de la organización durante el régimen del general Hugo Banzer en Bolivia, general formado en la Escuela de las Américas. Klaus Barbie había sido anteriormente protegido y empleado por la agencia de espionaje estadounidense Counter Intelligence Corps (antecedente de la actual Agencia Central de Inteligencia) para colaborar en la lucha contra el espionaje soviético en la Alemania ocupada. Según la versión oficial, Barbie consiguió huir. Sin embargo, otras versiones hablan de la ayuda del propio CIC.

## Graduados más conocidos
Entre los graduados más conocidos se encuentran importantes instigadores de crímenes de guerra o contra la humanidad, algunos de ellos también relacionados estrechamente con las bandas organizadas de narcotráfico o la CIA estadounidense:
- Elías Wessin y Wessin, militar dominicano, líder del golpe de Estado que derrocó al presidente democrático Juan Bosch en 1963.
- General Manuel Antonio Noriega, responsable de un gobierno militar en Panamá y antaño colaborador de la CIA, sus últimos días los pasó en una prisión panameña por crímenes de lesa humanidad; anteriormente había estado preso en Francia y Estados Unidos por narcotráfico y lavado de dinero. Murió el 30 de mayo de 2017.
- General Hugo Banzer Suárez, responsable del gobierno militar de Bolivia en 1971 y de la consiguiente dictadura, que duró hasta 1978. Admitido en 1988 en el Hall of Fame (literalmente, 'Salón de la fama') de la escuela, fue elegido presidente de Bolivia entre los años 1997-2001;
- Roberto D'Aubuisson, graduado en 1972 y justo después parte del servicio de inteligencia de El Salvador, acusado como líder de los escuadrones de la muerte, el magnicidio contra el arzobispo Oscar Arnulfo Romero entre otros delitos; fue el fundador del partido Alianza Republicana Nacionalista (ARENA), principal partido de derecha en El Salvador.
- General Héctor Gramajo, exministro de Defensa de Guatemala;
- General Brigadier Mario Arturo Acosta Chaparro, militar mexicano destacado por sus acciones contra grupos guerrilleros mexicanos, fue acusado en múltiples ocasiones de desaparición forzada y ejecuciones extrajudiciales.
- El policía Miguel Nazar Haro, director de la Dirección Federal de Seguridad.
- General Roberto Eduardo Viola, promotor del golpe de Estado en Argentina de 1976;
- Juan Ramón Quintana, exministro de Presidencia de Bolivia. Tuvo una controvertida participación en la denominada Masacre del Porvenir.
- Luis Posada Carriles, exagente cubano-venezolano de la CIA, acusado de ser autor intelectual del atentado al vuelo 455 de Cubana de Aviación en 1976.
- Leopoldo Fortunato Galtieri, precursor de la guerra de las Malvinas (1982), líder de la Junta Militar de Argentina en que supervisó desde 1981, los dos años finales del «terrorismo de Estado», al cual se le atribuyen treinta mil personas desaparecidas por su supuesta disidencia con el régimen;
- Vladimiro Montesinos, abogado, militar, colaborador inicial de la CIA, responsable durante el polémico gobierno de Alberto Fujimori del servicio de inteligencia de Perú, acusado de represión política, crímenes de Estado, incitar un golpe de Estado y de amasar una gran fortuna a base de fraude fiscal y relaciones con los carteles colombo-mexicanos, así como de vender armas al grupo rebelde de Colombia, las FARC, obtenidas mediante sus conexiones con altos funcionarios del gobierno jordano. También es conocido que Montesinos, como asesor de Fujimori, aplicó las doctrinas de la Escuela de Las Américas para el control de masas[27][cita requerida].
- Vladimir Padrino López, ministro Defensa de Venezuela;
- Santiago Martín Rivas, agente de inteligencia y jefe del grupo de aniquilamiento «COLINA» que realizaba asesinatos y actos de guerra sucia, dentro de la estrategia de guerra de baja intensidad desarrollada durante el gobierno de Alberto Fujimori por encargo del gobierno de Estados Unidos[28] aprobada y supervisada por Vladimiro Montesinos Torres;
- Manuel Contreras, cabeza de la Dirección de Inteligencia Nacional (DINA), organismo represivo que actuó durante la dictadura militar de Augusto Pinochet en Chile; condenado a cadena perpetua por múltiples causas de violaciones a los derechos humanos.
- Romeo Orlando Vásquez Velásquez, militar hondureño, actual jefe del Estado Mayor Conjunto de las Fuerzas Armadas de Honduras, participó en el golpe de Estado al presidente José Manuel Zelaya Rosales el 28 de junio de 2009.
- Ollanta Humala, exmilitar y político nacionalista peruano. Participó en un intento de golpe de Estado y estuvo implicado en violaciones a los derechos humanos. Fue Presidente del Perú entre los años 2011 y 2016.
- Heriberto Lazcano Lazcano, alias "El Verdugo" o "Z-3", considerado por la Procuraduría General de la República en México como el jefe de Los Zetas, una organización criminal mexicana, cuyo principal negocio es el secuestro, el robo de autos, el homicidio, la extorsión y el tráfico de drogas. Se formó a partir de un grupo de militares que desertaron del Grupo Aeromóvil de Fuerzas Especiales (GAFE), Grupo Anfibio de Fuerzas Especiales (GANFE) y de la Brigada de Fusileros Paracaidistas (BFP) del Ejército Mexicano, fundados en 1994 con motivo del levantamiento zapatista de Chiapas.
- Carlos Mauricio García Fernández, alias "Rodrigo Doblecero", exoficial del Ejército de Colombia, paramilitar y antiguo hombre de confianza del jefe paramilitar colombiano Fidel Castaño. Se retiró del ejército a mediados de 1987, uniéndose a los grupos paramilitares que en aquel entonces se formaban bajo el amparo de su jefe y sus aliados del Cartel de Medellín de Pablo Escobar.

| País        | Algunos egresados |
| ----------- | --- |
| Argentina   | Emilio Massera Jorge Rafael Videla Leopoldo Galtieri Roberto Eduardo Viola A.Fidel |
| Bolivia     | Hugo Banzer Suárez Luis Arce Gómez Juan Ramón Quintana Manfred Reyes Villa |
| Chile       | Raúl Iturriaga Neumann Manuel Contreras Miguel Krassnoff José Octavio Zara Holger Christoph Willeke Flöel Óscar Izurieta Ferrer Alfredo Canales Taricco Fernando Lauriani Maturana Manuel Letelier Skinner Álvaro Corbalán Castilla Carlos Herrera Jiménez Mario Jahn Barrera Fernando Hoffmann Álamos Augusto Pinochet |
| Ecuador     | Guillermo Rodríguez Lara Alfredo Poveda |
| El Salvador | Roberto D'Aubuisson |
| Gambia      | Yahya Jammeh |
| Guatemala   | Marco Antonio Yon Sosa Efraín Ríos Montt Otto Pérez Molina |
| Panamá      | Omar Torrijos Herrera Manuel Antonio Noriega |
| Perú        | Vladimiro Montesinos Santiago Martín Rivas Ollanta Humala |
| México      | Arturo Guzmán Decena Mario Arturo Acosta Chaparro Miguel Nazar Haro |
| Venezuela   | Henry López Sisco Vladimir Padrino López |
| Honduras    | Oswaldo López Arellano Romeo Vásquez Velásquez |